# Lawu
Lawu (také Gunung Lawu nebo Mount Lawu) je v současnosti nečinný stratovulkán na ostrově Jáva v Indonésii. Kráter obklopují tři vrcholky: Hargo Dalem, Hargo Dumiling a Hargo Dumilah. Nejvyšší z nich Hargo Dumilah dosahuje výšky 3 265 m n. m. a je pátou nejvyšší horou Jávy. Lawu je také na 76. místě mezi nejprominentnějšími horami světa. Severní strana sopky je geologicky starší a byla již výrazně erodována, na jižním svahu svědčí o vulkanické aktivitě rozsáhlé fumarolové pole. K jediné zaznamenané erupci Lawu došlo v listopadu 1885.
Lawu se nachází na hranici provincií Střední Jáva a Východní Jáva, nedaleko města Surakarta. Je posvátnou horou hinduistů, podle legendy se sem po svém svržení uchýlil panovník království Madžapahit Prabu Brawijaya a dosáhl zde stavu mókša. Na svazích sopky se nacházejí hinduistické chrámy z 15. století Candi Ceto a Candi Sukuh, které jsou cílem mnoha poutníků. Na západním úpatí hory bylo zbudováno mauzoleum Astana Giribangun, v němž je pochován bývalý dlouholetý prezident Indonésie Suharto se svou rodinou.